# Słabodka (przystanek kolejowy)
Słabodka (biał. Слабодка; ros. Слободка) – przystanek kolejowy w miejscowości Słabodka, w rejonie szkłowskim, w obwodzie mohylewskim, na Białorusi. Leży na linii Orsza - Mohylew.
Przystanek został otwarty w sierpniu 2011. Do tego roku nazwę Słabodka nosił przystanek oddalony o 1,4 km od wsi Słabodka (obecnie przystanek Nizaucy).